# Victor Larsson (fotbollsspelare)
Victor Oliver Larsson, född 19 april 2000, är en svensk fotbollsspelare som spelar för IFK Värnamo.

## Karriär
Larsson började spela fotboll i BK Näset som femåring. Klubben blev senare till BK Höllviken och han spelade där tills han gick till Malmö FF som 12-åring. Sommaren 2019 värvades Larsson av Torns IF. Larsson debuterade i Division 1 den 7 september 2019 i en 3–0-förlust mot Lindome GIF, där han blev inbytt i den 88:e minuten mot Alan Asaad. Han spelade totalt sex ligamatcher under säsongen 2019. Säsongen 2020 spelade han 25 ligamatcher.
I december 2020 värvades Larsson av IFK Värnamo. Han gjorde sin Superettan-debut den 10 april 2021 i en 2–0-förlust mot Landskrona BoIS.